# Лю Бао
Лю Бао (кит.: 劉保; 115—144) — 8-й імператор династії Пізня Хань у 125–144 роках. Храмове ім'я Цзін-цзун. Посмертне ім'я Шунь-ді.

## Життєпис
Походив з імператорського роду Лю. Син Лю Ху. Після раптової смерті останнього у 125 році імператриця-удовиця Ян відсторонила Лю Бао від отримання батьківського спадку. Його помістили під домашній арешт. Втім того ж року протеже Ян — Лю Ї — помер. Скориставшись тимчасовою розгубленістю Ян євнухи на чолі із Сунь Чен вчинили заколот, скинули клан Ян й поставили новим імператором Лю Бао. Удову Ян позбавили титулу, а її рідню було страчено.
На початку свого правління новий імператор поставив собі за мету відновлення ладу, що був за його батька. Водночас відмовився проводити необхідні реформи, зокрема земельну. При цьому не сприяв боротьбі із хабарництвом, яке все більше поширювалося. Разом з тим спроби відновити владу імперії на території сучасного Сіньцзяна виявилися невдалими: після перемог у 125 році, китайська армія зазнала поразки у 127 році.
Внаслідок занедбаністю справами з боку імператора, який переклав значну частину своїх обов'язків на євнухів. Все це призвело до послаблення влади, збільшенню податків та здирництва, що призвело у 136—138 роках до численних повстань по всій країні.
У 144 році імператор оголосив свого сина Лю Біна спадкоємцем трону. Невдовзі після цього Лю Бао помер.